# 搜索引擎
搜索引擎（英語：search engine）是一种信息检索系统，旨在协助搜索存储在计算机系统中的信息。搜索结果一般被称为“hits”，通常会以表单的形式列出。网络搜索引擎是最常见、公开的一种搜索引擎，其功能为搜索万维网上储存的信息。

## 工作方式
搜索引擎为一组项目提供了一个接口，使用户能够指定关于感兴趣的项目的标准，并让引擎找到匹配的项目，这些标准称为搜索查询。在文本搜索引擎的情况下，搜索查询通常表示为识别一个或多个文档可能包含的期望概念的一组单词。有多种样式的搜索查询语法在严格性上有差异。它也可以在以前的站点中搜索搜索引擎中的名称。而一些文本搜索引擎要求用户输入由白色空格分隔的两个或三个字，其他搜索引擎可以使用户能够指定整个文档，图片，声音和各种形式的自然语言。一些搜索引擎对搜索查询进行改进，以增加通过称为查询扩展的过程提供质量集合的可能性。查询理解方法可用于标准化查询语言。
基于索引的搜索引擎符合查询指定条件的项目列表通常会排序或排名。按相关性排列项目（从最高到最低）减少查找所需信息所需的时间。概率搜索引擎根据相似性度量（每个项目和查询之间，通常以1到0,1的比例最相似）和有时受欢迎程度或权限或使用相关性反馈来评估项目。布尔搜索引擎通常只返回匹配的项目，而不考虑排列顺序，为了提供根据一些标准快速排序的一组匹配项目，搜索引擎通常将通过称为索引的过程来收集关于所考虑的一组项目的元数据。索引通常需要较少量的计算机存储，这就是为什么一些搜索引擎仅存储索引的信息而不是每个项目的完整内容，而是提供导航到搜索引擎结果页面中的项目的方法。或者，搜索引擎可以将每个项目的副本存储在高速缓存中，使得用户可以在索引时或为了归档目的看到该项目的状态，或者使得重复的进程更有效和更快地工作。其他类型的搜索引擎不存储索引。抓取器或蜘蛛型搜索引擎（也称为实时搜索引擎）可以在搜索查询时收集和评估项目，基于起始项目的内容（称为种子或种子URL）动态考虑附加项目互联网爬虫的情况）。元搜索引擎既不存储索引也不存储缓存，而只是重新使用一个或多个其他搜索引擎的索引或结果来提供聚合的最终结果集。

## 類型

### 按来源
- 桌面搜索（Desktop search）
- 联合搜索（Federated search）
- 人类搜索引擎（Human search engine）
- 元搜索引擎（Metasearch engine）
- 多搜索（Multisearch）
- 搜索聚合器（Search aggregator）
- 网页搜索引擎（Web search engine）
- 实体搜索引擎（Physical search engine）

### 按内容类型
- 音频搜索引擎（Audio search engine）
- 全文检索（Full text search）
- 图像搜索（Image search）
- 视频搜索引擎（Video search engine）

### 按界面
- 增量搜索（Incremental search）
- 即时回答（Instant answer）
- 语义检索（Semantic search）
- 基于选择的搜索（Selection-based search）
- 语音搜索（Voice Search）

### 按主题
- 书目数据库（Bibliographic database）
- 企业搜索（Enterprise search）
- 医学文献检索（Medical literature retrieval）
- 垂直搜索（Vertical search）

## 另見
- 计算机科学
- 文本自动摘要
- 索引
- 倒排索引
- 搜索引擎列表
- 搜索服务
- 企业搜索供应商
- 搜索引擎优化
- 搜索建议下拉列表（英语：Search suggest drop-down list）
- 求解程序（英语：Solver）
- 垃圾索引
- SQL
- 文本挖掘